# The Life of Pablo
The Life of Pablo är rapparen Kanye Wests sjunde studioalbum. Albumet som var planerat att släppas 11 februari 2016 av GOOD Music, Roc-A-Fella Records och Def Jam Recordings, blev i sista stund försenat. West uppgav att anledningen till detta var ett önskemål från Chance the Rapper att ytterligare en låt skulle vara med på skivan. The Life of Pablo släpptes slutligen 14 februari 2016 på musiktjänsten Tidal, och släpptes sedan på Spotify och Apple Music 1 april 2016.
West inledde arbetet med albumet i november 2013 och siktade på att släppa det under 2014. Denna tidiga version av albumet, då kallat So Help Me God, släpptes dock aldrig och innehöll flera låtar som kommit att förbli osläppta eller getts bort till andra artister. I maj 2015 döpte han om albumet till SWISH för att senare istället kalla det för Waves. Inte förrän 10 februari meddelade West att albumets slutgiltiga namn skulle bli The Life of Pablo. Flera gästartister medverkar på albumet, bland andra Rihanna, Frank Ocean, The-Dream, Kendrick Lamar och The Weeknd.
Den 11 februari 2016 spelades delar av albumet under Wests modevisning Yeezy Season 3 i Madison Square Garden i New York. Samma dag som The Life of Pablo var planerad att släppas meddelade West att han utökat låtlistan med ytterligare sju låtar. West fortsatte sedan att jobba på albumet efter att det släppts den 14 februari 2016 och släpptes i färdig version 1 april 2016. West ändrade bland annat i låtar som Famous och Wolves.

## Låtlista
| 1.  | Ultralight Beam (featuring Chance the Rapper, Kirk Franklin och The-Dream) | Kanye West, Chancelor Bennett, Kirk Franklin, Derrick Watkins, Terius Nash                                                           | West, Fonzworth Bentley                     | 5:20 |
| 2.  | Father Stretch My Hands, Pt. 1 (featuring KiD CuDi)                        | West, Leland Wayne, Scott Mescudi, Pastor T.L. Barrett                                                                               | West, Metro Boomin                          |      |
| 3.  | Father Stretch My Hands, Pt. 2 (featuring Desiigner)                       | West, Wayne, Desiigner, Barrett, Menace                                                                                              | West, Metro Boomin, Menace                  |      |
| 4.  | Famous (featuring Rihanna och Swizz Beatz)                                 | West, Robyn Fenty, Kasseem Dean | West, Swizz Beatz                           | 3:16 |
| 5.  | Feedback                                                                   | West | West                                        | 3:28 |
| 6.  | Low Lights                                                                 | West | West                                        |      |
| 7.  | High Lights (featuring Young Thug)                                         | West, Jeffrey Williams | West                                        | 3:48 |
| 8.  | Freestyle 4                                                                | West | West                                        | 2:27 |
| 9.  | I Love Kanye                                                               | West | West                                        |      |
| 10. | Waves (featuring Chris Brown)                                              | West, Bennett | West                                        |      |
| 11. | FML (featuring The Weeknd)                                                 | West, Abęl Tesfaye | West                                        | 4:48 |
| 12. | Real Friends (featuring Ty Dolla $ign)                                     | West, Tyrone Griffin, Jr., Adam Feeney, Kejuan Muchita, Matthew Samuels, Jalil Hutchins, John Fletcher, Michael Whiting, Drew Carter | West, Boi-1da, Frank Dukes, Havoc           | 5:24 |
| 13. | Wolves (featuring Frank Ocean, Sia Furler och Vic Mensa)                   | West, Magnus Høiberg, Alan Brinsmead, Christopher Breaux, Sia Furler, Victor Mensah                                                  | West, Cashmere Cat, Sinjin Hawke            | 4:00 |
| 14. | Silver Surfer Intermission                                                 | |                                             |      |
| 15. | 30 Hours                                                                   | West, Riggins, Arthur Russell | West, Karriem Riggins                       | 4:07 |
| 16. | No More Parties in L.A. (featuring Kendrick Lamar)                         | West, Kendrick Duckworth, Otis Jackson Jnr, Walter Morrison, Johnny Watson, Larry Graham                                             | West, Madlib                                | 6:15 |
| 17. | FACTS                                                                      | West, Qaadir Sumler, Tony Vaughn, Theodore Carpenter, Isao Abe, Wayne, Joshua Luellen, Yoko Shimomura, Charlie Heat                  | West, Metro Boomin, Southside, Charlie Heat |      |
| 18. | Fade (featuring Post Malone och Ty Dolla $ign)                             | West, Austin Post, Griffin, Jr., Norman Whitfield, Eddie Holland, Cornelius Grant, Larry Heard, Robert Owens, Ron Wilson             | West, Post Malone                           | 3:14 |